# Unitarianizm
Unitarianizm – obok luteranizmu, kalwinizmu, anglikanizmu i anabaptyzmu, jeden z nurtów reformacji. Jego nazwa pochodzi od łacińskich słów „unus”, czyli jeden i „unitas”, czyli jedność. Odrzuca on dogmat o Trójcy Świętej. Unitarianizm uważa, że Bóg jest jedną osobą. Nurt ten stoi w opozycji do trynitaryzmu.

## Historia
Do kręgu prekursorów unitarianizmu należał hiszpański lekarz i teolog Miguel Servet. Poglądy Serveta przyjęli włoscy unitarianie jak Bernardino Ochino, Leliusz Socyn, Faust Socyn, Giorgio Biandrata, Francesco Stancaro czy Giovanni Valentino Gentile. W Siedmiogrodzie idee unitariańskie głosił Ferenc Dávid, założony przez niego w roku 1568 Kościół Unitariański na Węgrzech istnieje do dziś. Jakub Paleolog prowadził działalność we Włoszech, Czechach, Siedmiogrodzie i Polsce.
Otwarte wyznawanie unitarianizmu wiązało się z narażeniem na proces sądowy i śmierć. Servet pod naciskiem Jana Kalwina został przez władze Genewy skazany na karę śmierci i spłonął na stosie w roku 1553; Gentile został ścięty w Bernie w roku 1566; Dávid za swoje wierzenia zmarł w więzieniu w roku 1579, zaś Paleolog z wyroku trybunału inkwizycyjnego został ścięty w Rzymie w roku 1585.
Do Polski unitarianizm dotarł w latach 50. XVI wieku za pośrednictwem unitarian uchodzących z Włoch przed prześladowaniami. W latach 1562–1563 wyznający go bracia polscy, stworzyli własny zbór, tzw. zbór reformowany mniejszy, który powstał w wyniku różnicy poglądów na słuszność dogmatu o Trójcy w małopolskim Kościele reformowanym. Ośrodkiem działania braci polskich, wśród których najbardziej znani byli Piotr z Goniądza, Grzegorz Paweł z Brzezin czy Szymon Budny był Raków, gdzie w latach 1602–1638 działała słynna Akademia Rakowska. Odrzucali oni panujące wówczas powszechnie porządki feudalne i sami uprawiali ziemię. Niektórzy sprzeciwiali się również służbie wojskowej, a na znak pacyfizmu nosili drewniane miecze. Po likwidacji Akademii Rakowskiej z inicjatywy biskupa krakowskiego Jakuba Zadzika, mimo prześladowań prowadzili swoją działalność w Rzeczypospolitej do roku 1658 gdy zostali zmuszeni pod karą śmierci w ciągu dwóch lat udać się na banicję lub zmienić wiarę. Ostatnie wspólnoty braci polskich zanikły w roku 1803 w Prusach Książęcych.
Wśród teologów odrzucających Trójcę byli: Wolfgang Fabricius Capito (1478–1541), Martin Cellarius (1499–1564), Johannes Campanus (ok. 1500–1575), John Biddle (1615–1662), Thomas Emlyn (1663–1741) czy Theophilus Lindsey (1723–1808). Znanymi unitarianami byli np.: książę Siedmiogrodu Jan Zápolya (1540–1571), poeta John Milton (1608–1674), fizyk Isaac Newton (1642–1727), matematyk William Whiston (1667–1752), chemik Joseph Priestley (1733–1804) czy poeta i dziennikarz José María Blanco White (1775–1841). W Stanach Zjednoczonych wiarę w Trójcę odrzucali Henry Grew (1781–1862),  George Storrs (1796–1879) czy Charles T. Russell (1852–1916). 

### Socynianizm
W drodze ewolucji poglądów, do których przyczynił się reformator i myśliciel religijny Faustyn Socyn, dotychczasowe silne wpływy anabaptyzmu powoli były wypierane przez elementy racjonalistyczne. Od jego nazwiska polski unitarianizm określany był często socynianizmem i pod taką nazwą znany był poza granicami. Socyn w swoich pracach twierdził, wbrew tradycji kościelnej, że grzech pierworodny obecnie nie istnieje, gdyż obciążył tylko Adama. Uznał więc, że chrzest jest sprawą drugorzędną i można go przyjąć lub nie. Człowiek ma wolną wolę, a zatem Bóg nie ma przedwiedzy, czyli nie zna przyszłych ludzkich uczynków.
Zdaniem Socyna do zbawienia potrzebna jest wiara w niewielką liczbę tzw. prawd koniecznych, które nie mogą być sprzeczne z zasadami rozumu (tak jak nie jest sprzeczne objawienie). Jeśli więc w doktrynie religijnej znajdą się dogmaty sprzeczne z rozumem to znaczy, że doktryna jest w tych punktach nieprawdziwa. Socyn głosił człowieczeństwo Jezusa, który został wybrany przez Boga do realizacji jego celów; zaprzeczał dogmatowi Trójcy Świętej oraz karom wiecznym: piekłu, potępieniu czy mękom, które jego zdaniem są tylko przenośniami.
Socynianizm był jednym z najbardziej znienawidzonych wyznań, i to nawet w krajach tradycyjnie uchodzących za tolerancyjne jak Polska czy Siedmiogród. Przykładowo jedynym wyznaniem, które nie wzięło udziału w konfederacji warszawskiej w 1573 roku (którą to można określić jako wewnętrzny pokój pomiędzy wszystkimi wyznaniami – podpisał ją nawet jeden biskup katolicki) byli właśnie bracia polscy. Ostatecznym skutkiem było wygnanie braci polskich („arian”) z Polski w 1658 roku. Osiedlili się głównie w Siedmiogrodzie i Prusach Książęcych (Kosinowo). Andrzej Wiszowaty z małą grupką osiedlił się w Holandii, gdzie jego syn Benedykt Wiszowaty z pomocą Filipa van Limborch oraz Krzysztofa Sandiusa rozwinęli szeroko swoją działalność naukową i publicystyczną, publikując m.in. w l. 1665-1668 i 1692 Bibliotheca Fratrum Polonorum dzięki czemu ich myśl teologiczna przedostała się do Anglii i Stanów Zjednoczonych.

## Współczesność
W Polsce istnieje kilka grup określających się jako unitariańskie. W Warszawie w klubie esperantystów zbiera się stołeczna grupa unitarian związanych ze świeckim Stowarzyszeniem Unitarian. Od 1993 roku istnieje w Chorzowie Wspólnota Unitarian Uniwersalistów w Rzeczypospolitej Polskiej (wpisana do rejestru wyznań pod poz. 81). W Nysie od 2010 roku istnieje nyska grupa unitarian, która organizuje spotkania o charakterze religijnym.